# 小行星3594
小行星3594（英語：3594 Scotti）是一颗围绕太阳公转的小行星。1983年2月11日，愛德華·鮑威爾在可可尼诺县发现了此天体。
这颗小行星的绝对星等为164.539978266913等。